# Les Eclaireurs
Les Eclaireurs (с фр. — «Разведчики») — маяк слегка конической формы, стоящий на самом северо-восточном острове группы островов Les Eclaireurs, в 5 морских милях (9,2 км) к востоку от города Ушуая в проливе Бигл, Огненная Земля, южная Аргентина. 
Кирпичная башня маяка имеет 11 метров (36 футов) в высоту и 3 метра (10 фута) в ширину в основании. Стена маяка без окон, окрашенная в красный и белый цвета и увенчанная площадкой с прожектором, размещённым в чёрном корпусе, и галереей. Доступ внутрь башни обеспечивается только через дверь, которая находится на западной стороне маяка. Прожектор, находящийся на высоте 22,5 метра (74 фута) выше уровня моря, испускает белые вспышки каждые десять секунд и виден на расстоянии 7,5 морских миль (13.9 км).
Маяк находится на входе в Ушуайю с моря. Был сдан в эксплуатацию 23 декабря 1920 года. В настоящее время маяк не обитаем, работает в автоматическом режиме, имеет дистанционное управление и закрыт для публичных посещений. Электричество для прожектора вырабатывается солнечными батареями.

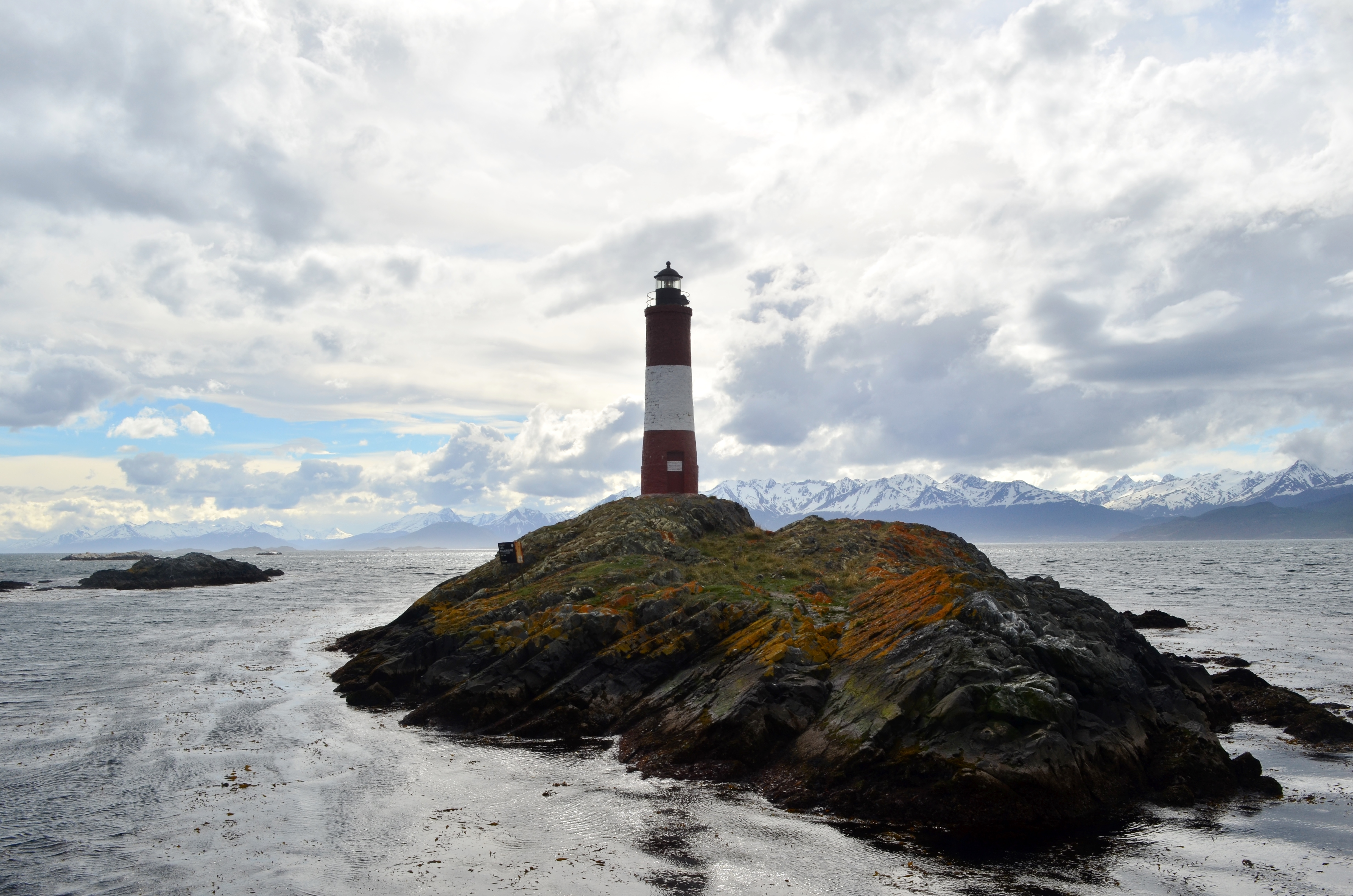
Маяк Les Éclaireurs

Ушуайя считается самым южным городом Земли, или, как его ещё называют аргентинцы, «городом на краю света». Это прозвище является хорошим туристическим брендом. В Ушуайе имеется железная дорога на краю света, а до маяка «Les Éclaireurs», который в городе называют маяком на краю света (Faro del fin del mundo), можно легко добраться из городского порта на катере. Высадка пассажиров на остров, где расположен маяк, запрещена.
В романе Жюля Верна «Маяк на краю света» описан не маяк «Les Éclaireurs», а маяк Сан-Хуан-де-Сальваменто, находящийся на восточном побережье отдалённого аргентинского острова Исла-де-лос-Эстадос, который расположен гораздо дальше к востоку и немного севернее Ушуайи.